# فلوریان بیسینگر
فلوریان بیسینگر (انگلیسی: Florian Bissinger؛ زادهٔ ۳۰ ژانویهٔ ۱۹۸۸ ‏(۳۷ سال)) دوچرخه‌سوار اهل آلمان است.